# Wonocoyo (Wonoboyo)
Wonocoyo is een bestuurslaag in het regentschap Temanggung van de provincie Midden-Java, Indonesië. Wonocoyo telt 1417 inwoners (volkstelling 2010).